# رافاييل بورتيو
رافاييل بورتيو (بالإسبانية: Rafael Portillo)‏ هو كاتب سيناريو مكسيكي، ولد في 11 نوفمبر 1916 في مدينة مكسيكو في المكسيك، وتوفي في 30 نوفمبر 1995.

## وصلات خارجية
- رافاييل بورتيو على موقع IMDb (الإنجليزية)
- رافاييل بورتيو على موقع قاعدة بيانات الفيلم (الإنجليزية)